# Потапов, Леонид Сергеевич
Леони́д Серге́евич Потапов (30 января 1907, Москва — 25 октября 1948, Москва) — советский шашист, мастер спорта СССР, теоретик, судья, популяризатор шашек, организатор соревнований. Трижды призёр чемпионатов СССР по русским шашкам (серебро и две бронзы).
В молодости Потапов успешно играл в шахматы и шашечные поддавки, принимал участие в общемосковских турнирах по шахматам, имел звание игрока в шахматы II категории. Игра в шашки поначалу ему не давалась, но с начала 1925 года он стал изучать шашечную литературу, что вскоре принесло результат. Успешно дебютировал в шашечном турнире клуба имени Усиевича. После этого, забросив шахматы и поддавки, посвятил себя шашкам.
В сентябре 1925 года на 1-м Всесоюзном шашечном турнире ВЦСПС Потапов занял 2-е место, уступив победителю А. М. Сидлину ½ очка. В 1926 году допущен к предварительным состязаниям малого чемпионата Москвы и в октябре занял 1-е место в финале этого чемпионата, не потерпев ни одного поражения. Получил звание игрока 1-й категории.

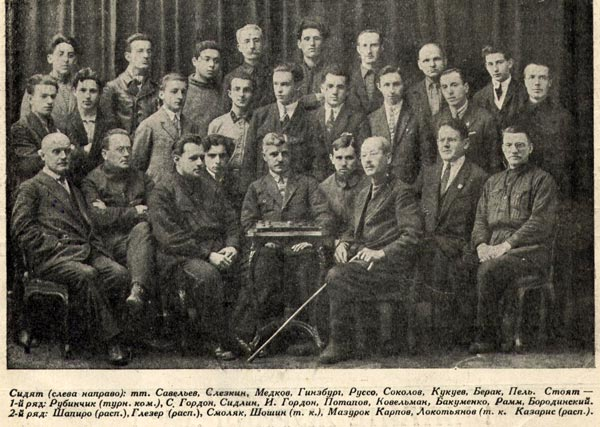
Л. С. Потапов (2-й ряд, 5-й слева) на коллективном снимке участников III Чемпионата СССР по русским шашкам

В 1927 году допущен на большой чемпионат Москвы, где занял 2-е место, потерпев одно поражение (от С. А. Воронцова) и уступив ½ очка победителю чемпионата, Н. А. Кукуеву. В 1928 году на 3-м Всесоюзном чемпионате СССР занял 3-е место, уступив ½ очка двум победителям: Соколову и Бакуменко.
В дальнейшем неоднократно занимал призовые места в чемпионатах Москвы (2-е место в чемпионате 1938—1939 года, 3-е место в 1939 году) и СССР (3-е место на VI всесоюзном шашечном первенстве 1934 года, одно из 2-х мест на VII шашечном чемпионате СССР 1938 года). Первым из шашистов получил звание судьи всесоюзной категории в 1935 году.

Л.Потапов был мастером строго позиционного стиля, обладал большими теоретическими познаниями, много занимался аналитической работой.
— Виктор Пименов
В соавторстве с Л. М. Раммом написал первую в СССР книгу по теории шашечных дебютов «Курс дебютов» (1938). По мнению Виктора Пименова, эта книга «стала весомым вкладом в разработку теории игры».
Проживал в Москве, на Ольховской улице, дом 8, квартира 10.
По воспоминаниям Исера Купермана, в 1940 году Потапов являлся председателем всесоюзной квалификационной комиссии.
Во время Великой Отечественной войны работал главным инженером фабрики «КИМ», выпускавшей мины. Одновременно занимался популяризацией шашек: выступал с лекциями и сеансами игры в клубах, воинских частях, госпиталях. Продолжал участвовать в соревнованиях, был членом Всесоюзной шахматно-шашечной секции.
Погиб в результате дорожно-транспортного происшествия: был сбит автомобилем органов госбезопасности на Красной площади.